# Domfront (Oise)
Domfront és un municipi francès, situat al departament de l'Oise i a la regió dels Alts de França. L'any 2007 tenia 318 habitants.

## Demografia

### Població
El 2007 la població de fet de Domfront era de 318 persones. Hi havia 34 famílies de les quals 10 eren parelles sense fills i 24 parelles amb fills.
La població ha evolucionat segons el següent gràfic:
Habitants censats

### Habitatges
El 2007 hi havia 46 habitatges, 39 eren l'habitatge principal de la família i 7 eren segones residències. Tots els 46 habitatges eren cases. Dels 39 habitatges principals, 34 estaven ocupats pels seus propietaris, 3 estaven llogats i ocupats pels llogaters i 2 estaven cedits a títol gratuït; 2 tenien dues cambres, 3 en tenien tres, 9 en tenien quatre i 25 en tenien cinc o més. 29 habitatges disposaven pel capbaix d'una plaça de pàrquing. A 14 habitatges hi havia un automòbil i a 25 n'hi havia dos o més.

### Piràmide de població
La piràmide de població per edats i sexe el 2009 era:
| Homes | Edats   | Dones |
| ----- | ------- | ----- |
| 0     | 95 o +  | 16    |
| 4     | 90 a 94 | 36    |
| 8     | 85 a 89 | 20    |
| 4     | 80 a 84 | 24    |
| 4     | 75 a 79 | 16    |
| 12    | 70 a 74 | 12    |
| 8     | 65 a 69 | 4     |
| 4     | 60 a 64 | 8     |
| 4     | 55 a 59 | 8     |
| 4     | 50 a 54 | 4     |
| 0     | 45 a 49 | 8     |
| 8     | 40 a 44 | 8     |
| 12    | 35 a 39 | 0     |
| 0     | 30 a 34 | 4     |
| 0     | 25 a 29 | 0     |
| 12    | 20 a 24 | 8     |
| 8     | 15 a 19 | 20    |
| 4     | 10 a 14 | 4     |
| 4     | 5 a 9   | 4     |
| 0     | 0 a 4   | 0     |

## Economia
El 2007 la població en edat de treballar era de 109 persones, 62 eren actives i 47 eren inactives. De les 62 persones actives 62 estaven ocupades (34 homes i 28 dones) i 1 aturada (1 home). De les 47 persones inactives 21 estaven jubilades, 18 estaven estudiant i 8 estaven classificades com a «altres inactius».
Activitats econòmiques
Dels 4 establiments que hi havia el 2007, 1 era d'una empresa de fabricació d'altres productes industrials, 1 d'una empresa d'hostatgeria i restauració i 2 d'empreses classificades com a «altres activitats de serveis».

## Poblacions més properes
El següent diagrama mostra les poblacions més properes.